# 블라디미르 게레로 주니어
블라디미르 게레로 주니어 (Vladimir Guerrero Jr., 1999년 3월 16일 ~ )는 미국 프로야구 아메리칸 리그 토론토 블루제이스의 선수이다.
2015년 아마추어 FA 계약으로 토론토 블루제이스에 입단했다.

## 생애
1999년 3월 16일 몬트리올에서 태어났으며 그의 아버지 블라디미르 게레로는 과거 메이저리그 선수로써 몬트리올 엑스포스 선수로 활동했다. 캐나다에서 자라 캐나다 시민권을 가지고 있지만 아버지의 고향인 도미니카 공화국으로 이주했다. 캐나다와 도미니카 공화국 국적을 가진 이중국적자이다.

## 경력
2019년 초 베이스볼 아메리카와 MLB.com에서 발표한 메이저리그 유망주 전체 랭킹 1위를 차지했다.
2019년 4월 26일 오클랜드 애슬레틱스와의 경기에서 첫 메이저리그 데뷔를 하였다.
5월 14일 샌프란시스코 자이언츠전에서 상대 선발 투수 닉 빈센트로부터 데뷔 첫 홈런을 기록했는데 당시 나이 20세 59일로 구단 역대 최연소 홈런 기록을 경신했다. 데뷔 첫 해에 주전 3루수를 확보하며 123경기에 출전해 15홈런 69타점 타율 .272으로 시즌을 마쳤다.

## 통산 성적
| 연 도          | 소 속          | 나 이          | 출 장 | 타 석 | 타 수 | 득 점 | 안 타 | 2 루 타 | 3 루 타 | 홈 런 | 타 점 | 볼 넷 | 삼 진 | 도 루 | 도 실 | 타 율 | 출 루 율 | 장 타 율 | O P S | 루 타 | 몸 맞 | 희 번 | 희 플 | 고 4 | 병 살 타 |
| -------------- | -------------- | -------------- | ----- | ----- | ----- | ----- | ----- | ------- | ------- | ----- | ----- | ----- | ----- | ----- | ----- | ----- | -------- | -------- | ----- | ----- | ----- | ----- | ----- | ---- | -------- |
| 2019           | TOR            | 20             | 123   | 514   | 464   | 52    | 126   | 26      | 2       | 15    | 69    | 46    | 91    | 0     | 1     | .272  | .339     | .433     | .772  | 201   | 2     | 0     | 2     | 0    | 17       |
| MLB 통산 : 1년 | MLB 통산 : 1년 | MLB 통산 : 1년 | 123   | 514   | 464   | 52    | 126   | 26      | 2       | 15    | 69    | 46    | 91    | 0     | 1     | .272  | .339     | .433     | .772  | 201   | 2     | 0     | 2     | 0    | 17       |

※ 2019년 시즌 종료 기준